# Хаг, Карл
Карл Хаг (нем. Carl Haag; 1820—1915) — немецкий живописец, ставший впоследствии подданным Великобритании; придворный живописец Саксен-Кобург-Гота.

## Биография
Карл Хаг родился 20 апреля 1820 года в Королевстве Бавария в городе Эрлангене.

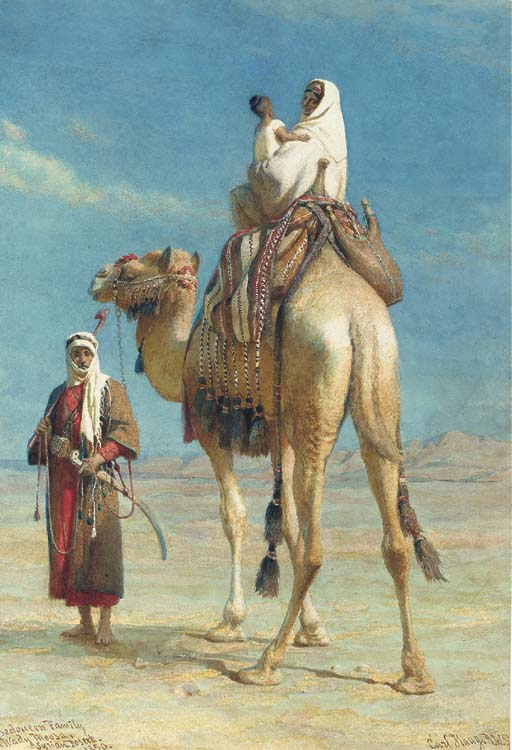
Бедуинская семья (1859)

Начав обучаться искусству рисования в Академии изобразительных искусств города Нюрнберга, он продолжил совершенствовать художественное мастерство в Мюнхенской и Римской Академиях художеств.
В 1847 году Хаг отправился в Англию и там посвятил себя акварельной живописи, в которой, согласно «ЭСБЕ», «мало-помалу, дошёл до силы масляных красок».
Помимо Италии, Карл Хаг посетил Далмацию, Черногорию, Грецию, Палестину, Сирию, Египет, а также Шотландию. Из своих путешествий по этим странам он привёз богатый запас этюдов для своих последующих акварелей.
В конце XIX — начале XX века русский искусствовед Андрей Иванович Сомов, на страницах «Энциклопедического словаря Брокгауза и Ефрона», оставил следующий отзыв о творчестве художника: «Произведения Г. имеют значительный интерес как в художественном, так в этнографическом отношении: они полны жизни, теплоты и характерности, отличаются мастерскою передачей светотени, но по композиции несколько театральны и манерны, что, однако, не мешает любителям искусства ценить их весьма высоко».
Под конец своей профессиональной карьеры он, вскоре после объединения Германии и создания Германской империи, вернулся на родину, где и прожил последние годы жизни.
Карл Хаг умер 24 января 1915 года в городке Обервезель в земле Рейнланд-Пфальц.